# Ievgueni Kafelnikov
Pour les articles homonymes, voir Kafelnikov.
Ievgueni Aleksandrovitch Kafelnikov (en russe : Евгений Александрович Кафельников), né le 18 février 1974 à Sotchi, est un joueur de tennis russe. Professionnel de 1992 à 2003, il a remporté 26 titres en simple sur le Circuit ATP dont Roland-Garros en 1996 et l'Open d'Australie en 1999, à la suite duquel il atteint la première place mondiale. Il est le premier joueur russe à remporter un tournoi du Grand Chelem en simple, et seuls Marat Safin et Daniil Medvedev l’ont imité depuis. En 2000, il remporte la médaille d'or en simple aux Jeux olympiques de Sydney.
Il compte également à son palmarès 27 titres en double, dont Roland-Garros en 1996, 1997 et 2002, ainsi que l'US Open en 1997. Ses principaux partenaires furent le Tchèque Daniel Vacek et le Sud-Africain Wayne Ferreira.

## Biographie

### Carrière sportive
Il est le premier Russe à gagner un tournoi du Grand Chelem en 1996 à Roland-Garros : il bat à cette occasion sévèrement Pete Sampras en demi-finale après lui avoir infligé un 6-0 dans le deuxième set et l'Allemand Michael Stich en finale. Cette même année, il remporte également le tournoi en double avec son compère de toujours, Daniel Vacek, en battant en finale la paire Guy Forget-Jakob Hlasek.
En 1999, Kafelnikov remporte également l'Open d'Australie en battant en finale le Suédois Thomas Enqvist.
Kafelnikov est aussi le premier Russe à devenir numéro un mondial ATP. C'est encore le premier Russe à remporter la médaille d'or olympique dans son sport lors des Jeux de Sydney en 2000.
Il détient le record du nombre de finales perdues en Masters 1000 sans en avoir gagné, à savoir cinq : Hambourg en 1994 contre Andreï Medvedev, Paris-Bercy en 1996 et 2001 contre Thomas Enqvist et Sébastien Grosjean, Stuttgart en 1998 contre Richard Krajicek et Montréal en 1999 contre Thomas Johansson.
Le 14 septembre 2002, il remporte son dernier titre sur le Circuit ATP lors de la President's Cup de Tachkent, battant en finale le Biélorusse Vladimir Voltchkov en deux sets (7-6, 7-5).
Il a remporté 26 titres en simple (dont 5 fois la Coupe du Kremlin chez lui à Moscou) et 27 en double.

### Reconversion
Après avoir annoncé sa retraite en 2002, pour le cas où la Russie remporterait le saladier d'argent (ce qui fut fait contre la France en finale), il prend sa retraite officieuse fin 2003 et se destine à une nouvelle carrière dans le golf. Il participe également à d'importants tournois de poker à travers le monde.

## Palmarès

### En simple messieurs
| 26 titres en simple | 2 G. Chelem | 2 G. Chelem | 2 G. Chelem | 2 G. Chelem | 0 Masters | 0 Masters | 0 Masters   | 0 Masters   | 0 Masters 1000 | 0 Masters 1000 | 0 Masters 1000 | 0 Masters 1000 | 4 ATP 500          | 4 ATP 500          | 4 ATP 500          | 4 ATP 500          | 19 ATP 250         | 19 ATP 250         | 19 ATP 250      | 19 ATP 250      | 1 JO            | 1 JO            | 1 JO            | 1 JO            |
| 26 titres en simple | 9 sur dur   | 9 sur dur   | 9 sur dur   | 9 sur dur   | 9 sur dur | 9 sur dur | 3 sur gazon | 3 sur gazon | 3 sur gazon    | 3 sur gazon    | 3 sur gazon    | 3 sur gazon    | 3 sur terre battue | 3 sur terre battue | 3 sur terre battue | 3 sur terre battue | 3 sur terre battue | 3 sur terre battue | 11 sur moquette | 11 sur moquette | 11 sur moquette | 11 sur moquette | 11 sur moquette | 11 sur moquette |

### En double messieurs
| 27 titres en double | 4 G. Chelem | 4 G. Chelem | 4 G. Chelem | 4 G. Chelem | 0 Masters | 0 Masters | 0 Masters   | 0 Masters   | 7 Masters 1000 | 7 Masters 1000 | 7 Masters 1000 | 7 Masters 1000 | 6 ATP 500           | 6 ATP 500           | 6 ATP 500           | 6 ATP 500           | 10 ATP 250          | 10 ATP 250          | 10 ATP 250     | 10 ATP 250     | 0 JO           | 0 JO           | 0 JO           | 0 JO           |
| 27 titres en double | 9 sur dur   | 9 sur dur   | 9 sur dur   | 9 sur dur   | 9 sur dur | 9 sur dur | 0 sur gazon | 0 sur gazon | 0 sur gazon    | 0 sur gazon    | 0 sur gazon    | 0 sur gazon    | 13 sur terre battue | 13 sur terre battue | 13 sur terre battue | 13 sur terre battue | 13 sur terre battue | 13 sur terre battue | 5 sur moquette | 5 sur moquette | 5 sur moquette | 5 sur moquette | 5 sur moquette | 5 sur moquette |

## Autres résultats
- Masters de Monte-Carlo : demi-finaliste en 1994
- Masters de Rome : demi-finaliste en 2003
- Stockholm : demi-finaliste en 1994
- Stuttgart : finaliste en 1998, demi-finaliste en 2000 et 2001
- Masters de Cincinnati : demi-finaliste en 1998 et 1999
- Masters d'Indian Wells : demi-finaliste en 2001
- Masters de Paris-Bercy : finaliste en 1996 et 2001, demi-finaliste en 1997 et 1998
- Masters du Canada : finaliste en 1999, demi-finaliste en 1997
- Masters de Hambourg : finaliste en 1994, demi-finaliste en 1996 et 1997
- Masters : finaliste en 1997
- Coupe du Grand Chelem : demi-finaliste en 1995 et 1996

### Coupe Davis
- 2002 : Vainqueur

## Parcours dans les tournois duGrand Chelem

### Victoire (1)
| Année | Tournoi          | Adversaire en finale | Score               |
| 1996  | Roland-Garros    | Michael Stich        | 7-64, 7-5, 7-64     |
| 1999  | Open d'Australie | Thomas Enqvist       | 4-6, 6-0, 6-3, 7-61 |

### Finale (1)
| Année | Tournoi          | Adversaire en finale | Score              |
| 2000  | Open d'Australie | Andre Agassi         | 6-3, 3-6, 2-6, 4-6 |

### En simple
| Année | Open d'Australie | Open d'Australie | Internationaux de France | Internationaux de France | Wimbledon       | Wimbledon        | US Open        | US Open      |
| ----- | ---------------- | ---------------- | ------------------------ | ------------------------ | --------------- | ---------------- | -------------- | ------------ |
| 1993  | —                | —                | 2e tour (1/32)           | S. Doseděl               | —               | —                | —              | —            |
| 1994  | 2e tour (1/32)   | P. Sampras       | 3e tour (1/16)           | A. Berasategui           | 3e tour (1/16)  | D. Vacek         | 1/8 de finale  | M. Stich     |
| 1995  | 1/4 de finale    | A. Agassi        | 1/2 finale               | T. Muster                | 1/4 de finale   | G. Ivanišević    | 3e tour (1/16) | V. Spadea    |
| 1996  | 1/4 de finale    | Bo. Becker       | Victoire                 | M. Stich                 | 1er tour (1/64) | T. Henman        | —              | —            |
| 1997  | —                | —                | 1/4 de finale            | G. Kuerten               | 1/8 de finale   | N. Kiefer        | 2e tour (1/32) | M. Woodforde |
| 1998  | —                | —                | 2e tour (1/32)           | T. Enqvist               | 1er tour (1/64) | M. Philippoussis | 1/8 de finale  | T. Johansson |
| 1999  | Victoire         | T. Enqvist       | 2e tour (1/32)           | D. Hrbatý                | 3e tour (1/16)  | C. Pioline       | 1/2 finale     | A. Agassi    |
| 2000  | Finale           | A. Agassi        | 1/4 de finale            | G. Kuerten               | 2e tour (1/32)  | T. Johansson     | 3e tour (1/16) | D. Hrbatý    |
| 2001  | 1/4 de finale    | A. Clément       | 1/4 de finale            | G. Kuerten               | 3e tour (1/16)  | G. Cañas         | 1/2 finale     | L. Hewitt    |
| 2002  | 2e tour (1/32)   | A. Kim           | 2e tour (1/32)           | M. Zabaleta              | 3e tour (1/16)  | X. Malisse       | 2e tour (1/32) | D. Hrbatý    |
| 2003  | 2e tour (1/32)   | J. Nieminen      | 2e tour (1/32)           | F. Saretta               | 1er tour (1/64) | R. Sluiter       | 3e tour (1/16) | A. Agassi    |

N.B. : à droite du résultat se trouve le nom de l'ultime adversaire.

### En double
| Année | Open d'Australie                                                                      | Open d'Australie                                                                   | Internationaux de France                                                             | Internationaux de France                                                             | Wimbledon                                                                       | Wimbledon         | US Open              | US Open |
| ----- | ------------------------------------------------------------------------------------- | ---------------------------------------------------------------------------------- | ------------------------------------------------------------------------------------ | ------------------------------------------------------------------------------------ | ------------------------------------------------------------------------------- | ----------------- | -------------------- | ------- |
| 1994  | 1er tour (1/32) D. Nargiso \|\| style="text-align:left;" \| L. Pimek G. Van Emburgh   | 2e tour (1/16) D. Rikl \|\| style="text-align:left;" \| R. Gilbert G. Raoux        | 1/2 finale M.-K. Goellner \|\| style="text-align:left;" \| G. Connell P. Galbraith   | 1er tour (1/32) D. Rikl \|\| style="text-align:left;" \| R. Bergh M. Keil            |                                                                                 |                   |                      |         |
| 1995  | 1/4 de finale J. Hlasek \|\| style="text-align:left;" \| J. Palmer R. Reneberg        | 1/4 de finale A. Olhovskiy \|\| style="text-align:left;" \| J. Eltingh P. Haarhuis | 1/2 finale M.-K. Goellner \|\| style="text-align:left;" \| R. Leach S. Melville      | 2e tour (1/16) A. Olhovskiy \|\| style="text-align:left;" \| S. Casal E. Sánchez     |                                                                                 |                   |                      |         |
| 1996  | 1/8 de finale W. Ferreira \|\| style="text-align:left;" \| M. Knowles D. Nestor       | Victoire D. Vacek                                                                  | G. Forget J. Hlasek                                                                  | 1/8 de finale M.-K. Goellner \|\| style="text-align:left;" \| B. Black G. Connell    | —                                                                               | —                 |                      |         |
| 1997  | —                                                                                     | —                                                                                  | Victoire D. Vacek                                                                    | T. Woodbridge M. Woodforde                                                           | 1er tour (1/32) D. Vacek \|\| style="text-align:left;" \| E. Sánchez F. Santoro | Victoire D. Vacek | J. Björkman N. Kulti |         |
| 1998  | —                                                                                     | —                                                                                  | 2e tour (1/16) D. Vacek \|\| style="text-align:left;" \| J. Burillo M.-K. Goellner   | 1/8 de finale D. Vacek \|\| style="text-align:left;" \| N. Kulti D. Macpherson       | 2e tour (1/16) D. Vacek \|\| style="text-align:left;" \| N. Kulti M. Tillström  |                   |                      |         |
| 1999  | 1/4 de finale D. Vacek \|\| style="text-align:left;" \| T. Woodbridge M. Woodforde    | 1/4 de finale M. Mirnyi \|\| style="text-align:left;" \| P. Albano T. Carbonell    | 2e tour (1/16) M. Mirnyi \|\| style="text-align:left;" \| T. Woodbridge M. Woodforde | 1er tour (1/32) D. Vacek \|\| style="text-align:left;" \| B. Ellwood M. Tebbutt      |                                                                                 |                   |                      |         |
| 2000  | 1/8 de finale W. Ferreira \|\| style="text-align:left;" \| T. Woodbridge M. Woodforde | 1/4 de finale W. Ferreira \|\| style="text-align:left;" \| T. Carbonell M. García  | —                                                                                    | —                                                                                    | 1/2 finale W. Ferreira \|\| style="text-align:left;" \| E. Ferreira R. Leach    |                   |                      |         |
| 2001  | 1/8 de finale W. Ferreira \|\| style="text-align:left;" \| J. Gimelstob S. Humphries  | 1er tour (1/32) W. Ferreira \|\| style="text-align:left;" \| J. Boutter F. Santoro | —                                                                                    | —                                                                                    | 2e tour (1/16) W. Ferreira \|\| style="text-align:left;" \| M. Fish J. Morrison |                   |                      |         |
| 2002  | 2e tour (1/16) W. Ferreira \|\| style="text-align:left;" \| J. Boutter A. Clément     | Victoire P. Haarhuis                                                               | M. Knowles D. Nestor                                                                 | 1/8 de finale P. Haarhuis \|\| style="text-align:left;" \| D. Prinosil D. Rikl       | 1/8 de finale P. Haarhuis \|\| style="text-align:left;" \| B. Bryan M. Bryan    |                   |                      |         |
| 2003  | 2e tour (1/16) R. Štěpánek \|\| style="text-align:left;" \| J. Blake M. Merklein      | Finale P. Haarhuis                                                                 | B. Bryan M. Bryan                                                                    | 1/8 de finale P. Haarhuis \|\| style="text-align:left;" \| J. Björkman T. Woodbridge | 1er tour (1/32) D. Rikl \|\| style="text-align:left;" \| M. Ančić I. Ljubičić   |                   |                      |         |

N.B. : le nom du ou de la partenaire se trouve sous le résultat ; le nom des ultimes adversaires se trouve à droite.

## Parcours dans lesMasters 1000
| Année | Indian Wells            | Miami                    | Monte-Carlo               | Rome                         | Hambourg                | Canada                    | Cincinnati               | Stockholm puis Essen puis Stuttgart puis Madrid | Paris                          |
| ----- | ----------------------- | ------------------------ | ------------------------- | ---------------------------- | ----------------------- | ------------------------- | ------------------------ | ----------------------------------------------- | ------------------------------ |
| 1993  | —                       | —                        | —                         | —                            | —                       | —                         | —                        | 2e tour P. Korda                                | —                              |
| 1994  | —                       | —                        | 1/2 finale A. Medvedev    | 2e tour G. Ivanišević        | Finale A. Medvedev      | —                         | 2e tour T. Enqvist       | 1/2 finale G. Ivanišević                        | 1/8 de finale P. Korda         |
| 1995  | —                       | —                        | 1/8 de finale A. Gaudenzi | 1er tour C. Borroni          | 2e tour G. Schaller     | 1/4 de finale M. Wilander | 2e tour B. Karbacher     | 1/8 de finale A. Boetsch                        | —                              |
| 1996  | —                       | —                        | 2e tour C. Pioline        | 1/8 de finale A. Medvedev    | 1/2 finale R. Carretero | —                         | 1/4 de finale A. Agassi  | 2e tour J. Siemerink                            | Finale T. Enqvist              |
| 1997  | —                       | —                        | 2e tour C. Ruud           | 1/8 de finale A. Berasategui | 1/2 finale A. Medvedev  | 1/2 finale C. Woodruff    | 1/4 de finale P. Sampras | 1/8 de finale M. Ríos                           | 1/2 finale P. Sampras          |
| 1998  | 2e tour B. Ulihrach     | 1/8 de finale J. Tarango | 1/8 de finale C. Moyà     | 1/8 de finale R. Krajicek    | 2e tour T. Muster       | 1/4 de finale R. Krajicek | 1/2 finale P. Rafter     | Finale R. Krajicek                              | 1/2 finale G. Rusedski         |
| 1999  | 2e tour G. Kuerten      | 2e tour V. Spadea        | 2e tour I. Ljubičić       | 1/8 de finale G. Kuerten     | —                       | Finale T. Johansson       | 1/2 finale P. Rafter     | 2e tour M. Zabaleta                             | 2e tour L. Hewitt              |
| 2000  | 2e tour S. Schalken     | 1/8 de finale L. Hewitt  | 2e tour D. Hrbatý         | 2e tour M. Puerta            | 1er tour S. Schalken    | 1/4 de finale W. Ferreira | 1/8 de finale A. Clément | 1/2 finale L. Hewitt                            | 1/8 de finale M. Philippoussis |
| 2001  | 1/2 finale P. Sampras   | 3e tour G. Gaudio        | 1er tour M. Hipfl         | 2e tour J. Díaz              | 1er tour N. Escudé      | 1er tour T. Martin        | 1/4 de finale G. Kuerten | 1/2 finale M. Mirnyi                            | Finale S. Grosjean             |
| 2002  | 1/4 de finale T. Martin | 3e tour M. Ríos          | 1er tour M. Hipfl         | 2e tour W. Ferreira          | 1er tour À. Corretja    | 1/8 de finale G. Cañas    | 1er tour R. Schüttler    | 2e tour À. Corretja                             | 1/8 de finale L. Hewitt        |
| 2003  | 2e tour L. Hewitt       | 3e tour P. Srichaphan    | 2e tour J. Nieminen       | 1/2 finale F. Mantilla       | —                       | 2e tour R. Schüttler      | 2e tour G. Coria         | 1er tour T. Enqvist                             | —                              |

N.B. : sous le résultat se trouve le nom de l’ultime adversaire.

## Classement
| Année | 1992 | 1993 | 1994 | 1995 | 1996 | 1997 | 1998 | 1999 | 2000 | 2001 | 2002 | 2003 |
| Rang  | 275  | 102  | 11   | 6    | 3    | 5    | 11   | 2    | 5    | 4    | 27   | 41   |